# 후아유 (브랜드)
후아유(WHO.A.U)는 이랜드가 2000년에 론칭한 글로벌 캐주얼 의류 브랜드로 대표적인 SPA 브랜드 중 하나이다. 2007년에는 미국까지 진출하여 현재 뉴욕에 2개의 매장이 있다.

## 같이 보기
- 티니위니
- 에잇 세컨즈
- 유니클로
- ZARA
- H&M
- 포에버21
- 스파오